# Seabiscuit (häst)
Seabiscuit, amerikansk galopphäst, född 23 maj 1933, död 1947., efter Hard Tack och undan Swing On. Hard Tack var son till en annan berömd kapplöpningshäst Man O' War, som enbart förlorade ett enda lopp som tvååring. Seabiscuit blev populär inte bara för att han övervann sina svårigheter utan även för att han blev en symbol för hopp under den stora depressionen som härjade i USA och Europa under den här tiden.

## Historia
Seabiscuit föddes den 23 maj 1933 på Claiborne Farm utanför staden Paris i Kentucky. Han föddes upp av gårdens ägare Gladys Mills Phipps. Seabiscuit var en så kallad sagohäst. Som unghäst ansågs han inte duglig som tävlingshäst, då han var dåligt utvecklad, liten i växten och hjulbent. Han sågs även som ohanterbar. Så småningom sattes han i träning av James "Sunny Jim" Fitzsimmons, en legendarisk galopptränare. Men Seabiscuit förlorade sina första tio lopp och "Sunny Jim" ansåg att hästen var för lat. Trots detta startades Seabiscuit i hela 35 löp under Sunny Jims träning, men vann bara 5 av dem. Nästvarande säsong såldes Seabiscuit därför till bilföretagaren Charles S. Howard för 8000 dollar, som var en ganska stor summa under den tiden, speciellt för en häst som inte sprungit in så mycket pengar. 

### Galoppkarriären

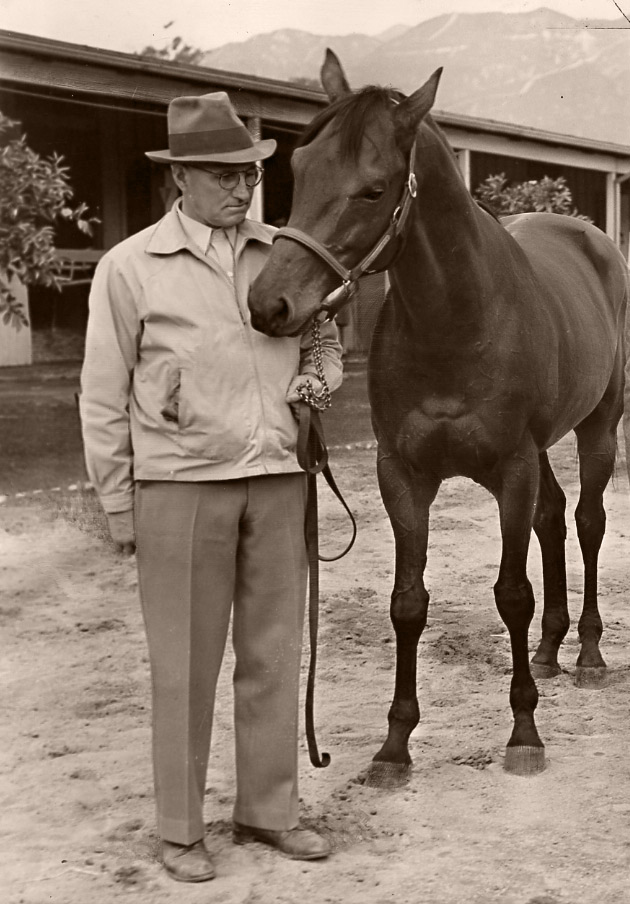
Seabiscuit med tränaren Tom Smith.

Charles anlitade tränaren Tom Smith som var känd för sina lite ovanliga träningsmetoder. Men Tom Smith verkade förstå Seabiscuit och bröt hästens lathet. Smith parade ihop Seabiscuit med den kanadensiska jockeyn Red Pollard. Den 22 augusti 1936 gjorde Seabiscuit sitt första löp under Tom Smiths träning i Detroit. Han vann inte loppet men efter detta anmäldes han till fler löp som han vann. Under säsongen 1937 vann han 11 av 15 löp och var även den häst som sprang in mest pengar det året. 
1938 skadades dock Red Pollard under ett lopp med hästen Fair Knightess. Ekipaget föll under loppet och Red Pollard fick hästen över sig och bröt flera revben och armen. Istället sattes jockeyn George Woolf, en vän till Pollard, in för att rida Seabiscuit. Ett matchlöp, ett löp med enbart två hästar som ställs mot varandra, bokades in med Seabiscuit mot hästen Ligaroti, en häst som vunnit stora framgångar och som ägdes av Bing Crosby. Löpet skulle hållas i samband med promotion för Crosbys nöjespark och galoppbana i Del Mar i Kalifornien, ett löp som Seabiscuit vann. 16 oktober 1938 fick Seabiscuit löpa i Laurel Stakes där han slog banrekordet. 

### Match of the century
Under den här tiden var hästen War Admiral den främste galopphästen efter att både ha vunnit Triple Crown och vunnit "Eclipse Award Horse of the Year". War Admiral son till Man O' War, Seabiscuits farfar, vilket gjorde att media började spekulera i att dessa två skulle köra ett matchlöp. 1 november 1938 ställdes dessa två hästar mot varandra med jockeyn Charles Kurtsinger i sadeln på War Admiral. Detta löp fick stor mediabevakning och kallades "Match race of the century" (Århundradets match). Löpet var på 1,9 km på banan Pimlico Race Course. 40 000 åskådare fanns på plats och över 40 miljoner lyssnade på löp på radio. 
De båda hästarna hade helt olika löpstilar. War Admiral var känd för att snabbt ta sig ut ur startboxen och ta ledningen, medan Seabiscuit var långsam i början men ofta sprang ikapp fältet under loppet. Men Tom Smith hade redan förutsett detta och tränade Seabiscuit att starta snabbt genom att använda sig av en klocka och en piska. Så när klockan ringde och startboxarna öppnades så tog Seabiscuit ledningen redan från början. Seabiscuit vann med fyra längder trots att War Admiral slog sitt personbästa på den distansen. Efter loppet utnämndes Seabiscuit till "Årets häst".

### Revanschen

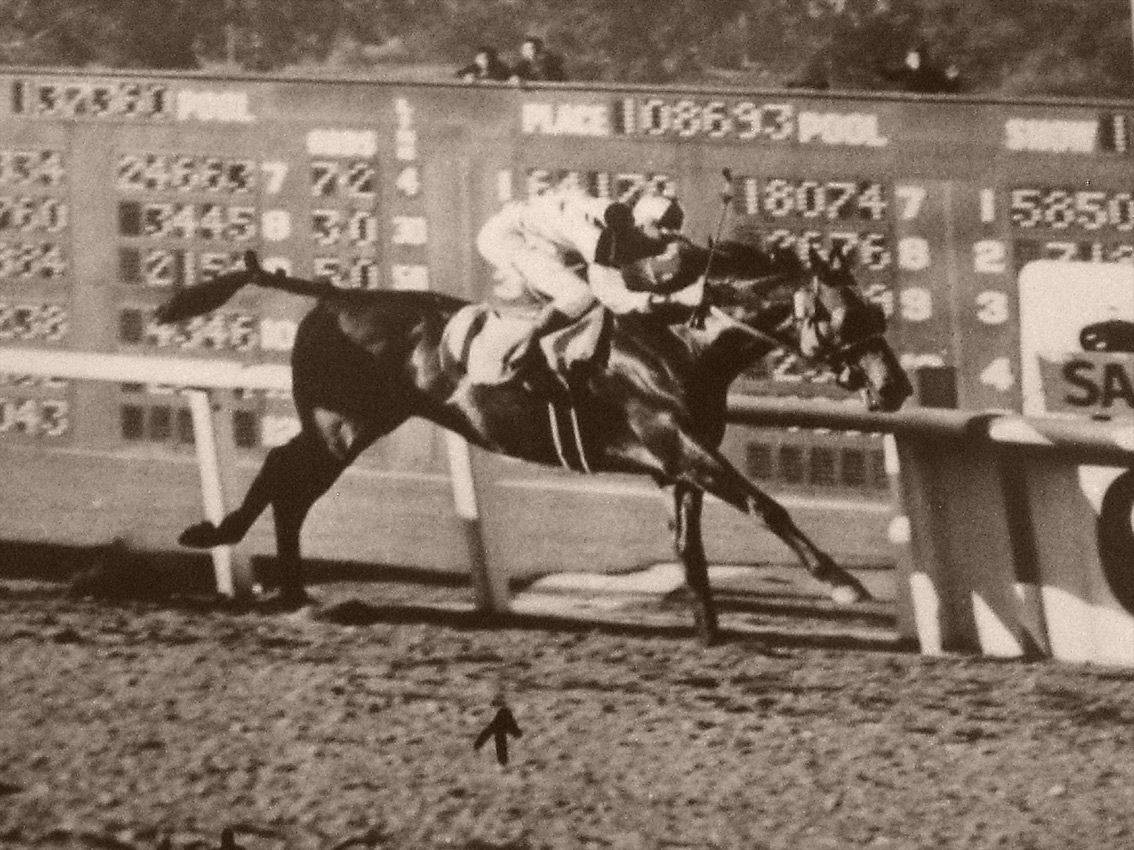
Seabiscuit när han vinner Santa Anita Handicap 1940.

Efter detta lopp fortsatte Seabiscuit vinna flera lopp, men under ett löp snubblade hästen till och skadade ett ligament i vänster framben. Veterinären ansåg att hästen aldrig mer skulle tävla och istället togs Seabiscuit om hand av Red Pollards fru Agnes Pollard. Red Pollard hade själv fallit av en annan häst året innan och krossat ett av sina ben, vilket hade satt stopp för hans karriär även om hans revben och arm hade läkt sedan länge. Både Seabiscuit och Pollard läkte långsamt och under hela året 1939 fick de båda träna lite tillsammans tills de återfick sin kondition. Till slut ställde de upp i La Jolla Handicap på Santa Anita Park år 1940. Nu vågade Tom Smith satsa på Santa Anita Handicap, ett lopp som Seabiscuit startats i flera gånger men ännu inte lyckats vinna. Med en vinstsumma på 121 000 dollar och 78 000 åskådare på plats räknades detta som Seabiscuits stora comeback, och han vann även detta lopp.

### Efter galoppkarriären
10 april 1940 blev det officiellt att Seabiscuit skulle gå i pension den 10 maj samma år. Seabiscuit blev istället avelshingst på Ridgewood Ranch nära Wilch i Kalifornien. Han blev far till 108 avkommor och de föl som föddes efter Seabiscuit kallades "Little Biscuits".  Över 50 000 besökare kom till gården under de sju år han bodde där, för att träffa hästen. Seabiscuit dog den 17 maj 1947 och begravdes på ett hemligt ställe på gården. Men 2007 reste man dock en staty på gården till hans minne. En staty restes även på Santa Anitas bana för att hedra hästen och hans sista stora lopp. Historien säger att han är begravd någonstans på ranchen och ingen nu levande vet var. Men om man frågar den nuvarande ägaren så får man svaret med ett litet leende: "just say, it's a beautiful place".

## Utmärkelser och hedersbetygelser

### Utmärkelser
- Årets häst 1939

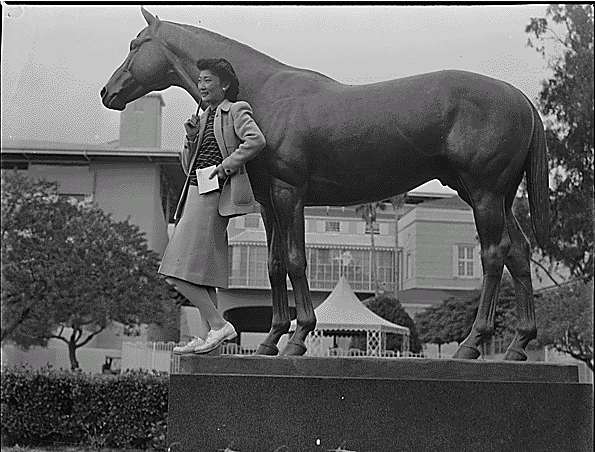
Statyn av Seabiscuit på Santa Anita Park är i verklig storlek och helt gjord i brons.

- Inröstad i "National Museum of Racing Hall of Fame" 1958
- Rankad på 25:e plats i "Blood-Horse Magazines" lista över Top 100 bästa amerikanska championhästar under 1900-talet. War Admiral blev rankad 13 och Seabiscuits farfar, War Admirals far, Man O' War blev topprankad på första plats.
- Blev förärad med ett frimärke av United States Postal Service 2009

### Böcker
- Seabiscuit: The Saga of a Great Champion, av B.K Beckwith, utgiven 1940 direkt efter Seabiscuits vinst i Santa Anita Handicap
- Come on Seabiscuit, av Ralph Moody, utgiven 1963 med illustrationer av Robert Riger.
- Seabiscuit: An American Legend, av Laura Hillebrand, utgiven 2001, och blev en bästsäljare.

### Film
Två filmer har spelats in om Seabiscuit. 
- The Story of Seabiscuit, en fiktiv historia runt Seabiscuit som kom ut 1949 med Shirley Temple i huvudrollen.
- Filmen Seabiscuit kom ut 2003 med Tobey Maguire i rollen som jockeyn Red Pollard, Chris Cooper som tränaren Tom Smith och Jeff Bridges som ägaren Charles Howard. Filmen nominerades till 7 Oscar, bland annat Bästa film, och 2 Golden Globe Awards. Seabiscuit i löp spelas av hästen Popcorn Deelites. Seabiscuit spelades även av fem andra hästar, var och en utvald för en speciell förmåga. En häst fick rollen för att speciellt ligga ner och sova.[4]

### Statyer
- Affärsmannen och galopphästägaren W. Arnold Hanger donerade en statyett av Seabiscuit till biblioteket i Keeneland, en galoppanläggning i Lexington, Kentucky, med ett sportbibliotek som innehar över 10 000 böcker, samt en stor samling av VHS-kassetter, tidningsurklipp och fotografier från sportvärlden.
- En staty av Seabiscuit står vid Santa Anita Park. Statyn är i verklig storlek och helt i brons.

## Stamtavla
| Efter Hard Tack b. 1926 | Man o' War ch. 1917     | Fair Play ch. 1905  | Hastings          |
| Efter Hard Tack b. 1926 | Man o' War ch. 1917     | Fair Play ch. 1905  | Fairy Gold        |
| Efter Hard Tack b. 1926 | Man o' War ch. 1917     | Mahubah b. 1910     | Rock Sand         |
| Efter Hard Tack b. 1926 | Man o' War ch. 1917     | Mahubah b. 1910     | Merry Token       |
| Efter Hard Tack b. 1926 | Tea Biscuit 1912        | Rock Sand br. 1900  | Sainfoin          |
| Efter Hard Tack b. 1926 | Tea Biscuit 1912        | Rock Sand br. 1900  | Roquebrune        |
| Efter Hard Tack b. 1926 | Tea Biscuit 1912        | Tea's Over ch. 1893 | Hanover           |
| Efter Hard Tack b. 1926 | Tea Biscuit 1912        | Tea's Over ch. 1893 | Tea Rose          |
| Undan Swing On b. 1926  | Whisk Broom II ch. 1907 | Broomstick b. 1901  | Ben Brush         |
| Undan Swing On b. 1926  | Whisk Broom II ch. 1907 | Broomstick b. 1901  | Elf               |
| Undan Swing On b. 1926  | Whisk Broom II ch. 1907 | Audience 1901       | Sir Dixon         |
| Undan Swing On b. 1926  | Whisk Broom II ch. 1907 | Audience 1901       | Sallie McClelland |
| Undan Swing On b. 1926  | Balance b. 1919         | Rabelais br. 1900   | St. Simon         |
| Undan Swing On b. 1926  | Balance b. 1919         | Rabelais br. 1900   | Satirical         |
| Undan Swing On b. 1926  | Balance b. 1919         | Balancoire b. 1911  | Meddler           |
| Undan Swing On b. 1926  | Balance b. 1919         | Balancoire b. 1911  | Ballantrae        |

Källa: 